# Alexander Detig

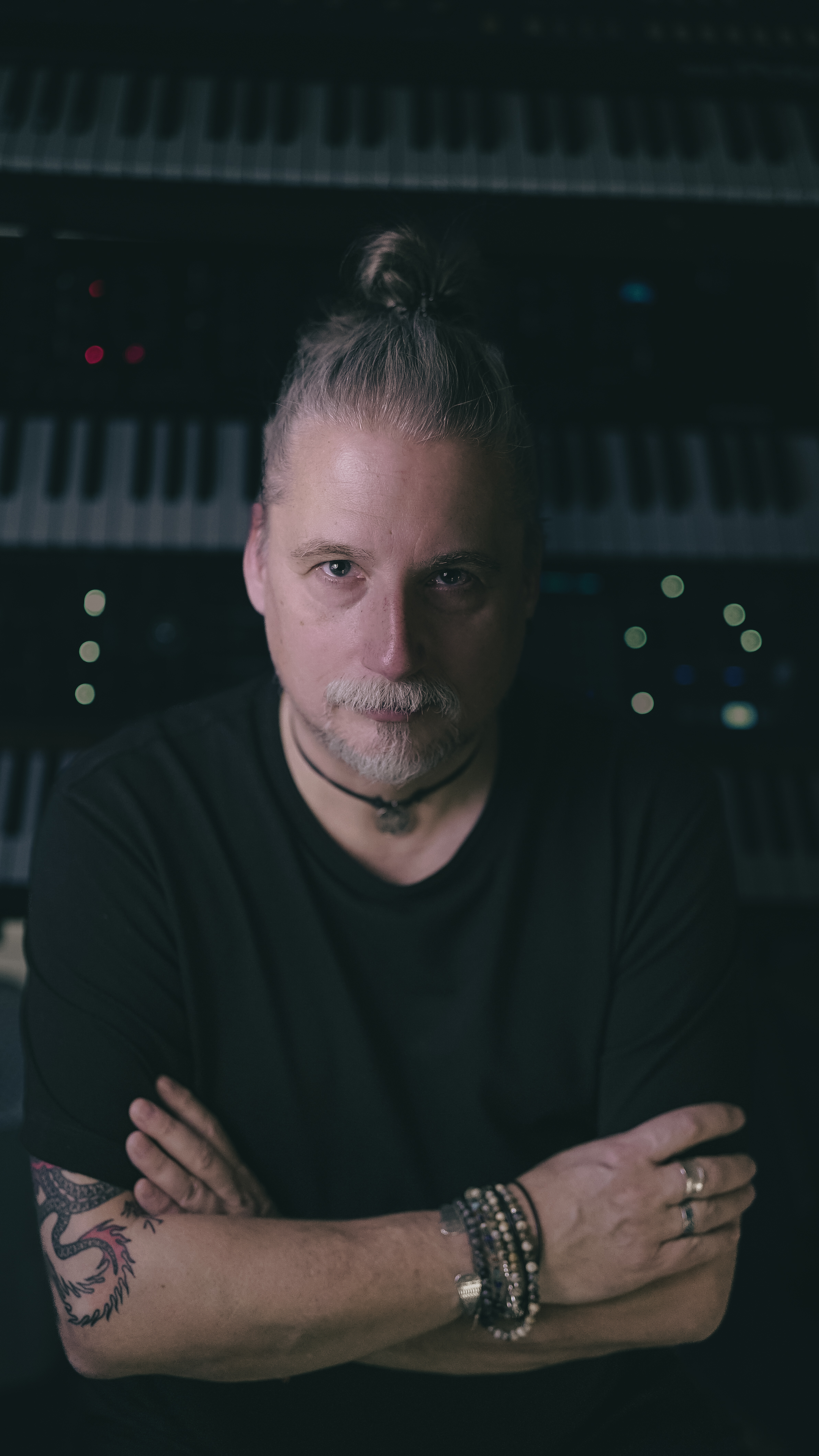
Alexander Detig

Alexander Detig (* 1. November 1966 in Salzgitter, Niedersachsen) ist ein deutscher Komponist, Musiker, Journalist, Buchautor und Fernsehproduzent. Er komponiert Soundtracks für TV- und Filmproduktionen. Seit zwei Jahren ist er Mitglied der Fachgruppenleitung der Deutschen Filmkomponist:innenunion DEFKOM. Er ist auch seit 2022 Jurymitglied für den Deutschen Filmmusikpreis. Er drehte und produzierte auch investigative TV-Dokumentationen zu verschiedenen gesellschaftspolitischen, zeithistorischen und kulturellen Themen.

## Leben
Alexander Detig wuchs in Pforzheim auf. Nach seinem Abitur an der Pforzheimer Heinrich-Wieland-Schule 1987 erlernte er das Schnitt- und Regiehandwerk in Frankfurt am Main, Mainz und Wiesbaden . Seit 1996 arbeitet er als freier Produzent und Autor für verschiedene Formate, u. a. für das ZDF, die BBC und arte. Seit 2005 ist er als Journalist tätig. Dabei behandelt er überwiegend Themen aus dem gesellschaftspolitischen Sektor, der Umwelt, und der Kultur. Seit 2008 arbeitet er als Komponist für TV und Film.

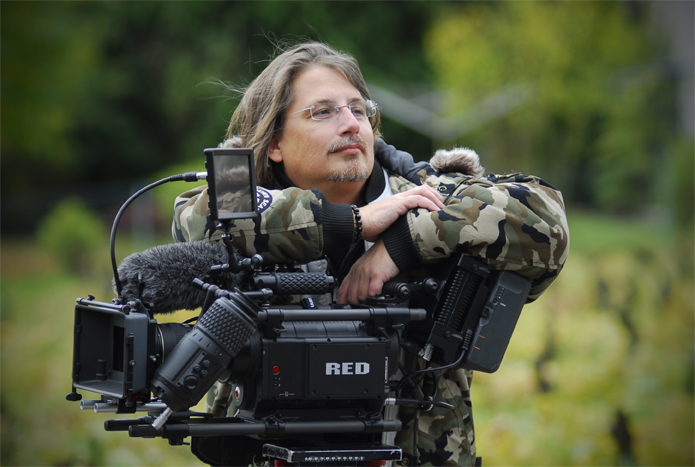
Alexander Detig, 2012

Aus einem persönlichen Interesse an Japan entstand 2013 die TV-Dokumentation Yakuza – Gangster und Wohltäter, für die Detig über mehrere Jahre im Yakuza-Milieu recherchierte. 2015 erschien das Sachbuch Die letzten Yakuza, in dem der Autor einerseits gewisse Hintergrundinformationen zu seinen Erlebnissen festhält, andererseits den Eindruck eines Japan-Kenners erweckt, ohne die Personen und Umstände zu nennen, die ihm die Arbeiten zu der Filmdokumentation erst ermöglichten.
Alexander Detig lebt mit seiner Frau, der Journalistin und Buchautorin Tatyana Detig, in Bad Kreuznach.

## Auszeichnungen und Preise
- 2000: Basler Filmpreis
- 2001: International Emmy Award, Nominierung für Der Jahrhundertkrieg
- 2010: Festival mondial de l'image sous-marine: Palme d’Or/Prix du President de la Republique für Great White Sharks of Guadalupe (Adventure Ocean Quest)(Produzent)[4]
- 2013: Festival International du Film Animalier et de l’Environnement (FIFALE), Cigogne de Bronze für Great White Sharks of Guadalupe (Adventure Ocean Quest) (Produzent)[5]

## Filmographie (Auswahl)
- 2001: Der Jahrhundertkrieg, Folge 7: Entscheidungsschlacht – El Alamein 1942 (ZDF)[6] (Cut, Produktion)
- 2002: Secrets (BBC)
- 2002: Ocean Voyager (Canal+)
- 2008: Adventure Ocean Quest, 5 Folgen (arte)[7]
- 2011, mit Tatyana Detig: Radioactive Detectives (Die Strahlenjäger), 2 Folgen (ZDF) (Regie, Produktion)[8][9]
- 2012, mit Tatyana Detig: Embittered City (Die strahlende Stadt) (ZDF)[10]
- 2013: Yakuza – Gangster und Wohltäter (arte) (Regisseur, Autor)